# Sphaerotylus capitatus
Sphaerotylus capitatus är en svampdjursart som först beskrevs av Vosmaer 1885.  Sphaerotylus capitatus ingår i släktet Sphaerotylus och familjen Polymastiidae. Inga underarter finns listade i Catalogue of Life.